# Niflheim

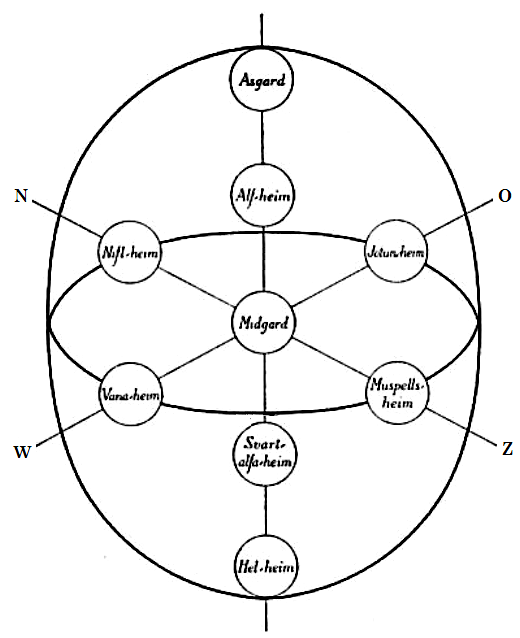
De 9 werelden uit de Noordse mythologie

Niflheim (donkere wereld) is in de Noordse mythologie het rijk der nevelen. 
In Niflheim heerste volgens sommige bronnen Hel. Niflheim was het rijk der doden, een ijzige wereld waar een levende weinig te zoeken had. Toch kwamen ook de goden hier af en toe, bijvoorbeeld Balders broer Hermod die een verzoek aan Hel deed om Balder van de dood te bevrijden. 
Het diepste punt van Niflheim is Niflhel, waar de gelijknamige burcht van Hel staat. Ook staat in Niflheim de bron van Mímir, die wijsheid schenkt en waar Odin zijn oog voor opofferde om ervan te mogen drinken.
Volgens de Gylfaginning in de Proza-Edda van Snorri Sturluson is in het centrum van Niflheim de bron Hvergelmir (brullende ketel), waar elf giftige rivieren (Elivagar, storm golven) aan ontspringen. Die werden, op grote afstand van hun bron, lagen ijs in het noordelijk deel van de Ruimte, Ginnungagap. Waar het ijs in aanraking kwam met de hitte van het zuidelijke Muspelheim (Vlammenland) smolt het en ontstond leven. De gedaanten van de oerreus Ymir en de oerkoe Audhumla verschenen er in en door hém te offeren schiepen Odin en zijn twee broers de wereld. 
Alfheim · Asgaard · Helheim · Jotunheim · Midgaard · Muspelheim · Nidavellir/Svartalfheim · Niflheim · Vanaheim